# 네팔의 국장

네팔의 국장

네팔의 국장은 2008년 5월 28일에 공화정 수립과 함께 제정되었다. 2020년에는 네팔의 국장에 그려진 지도에 네팔이 영유권을 주장하는 칼라파니 지역, 리풀레크 고개가 추가되었다.
국장 위쪽에는 네팔의 국기가 그려져 있으며 네팔의 국기 아래에는 에베레스트산과 초록색 산봉우리, 노란색 벌판이 그려져 있다. 국장 가운데에는 네팔 지도의 하얀색 윤곽이 그려져 있으며 산봉우리 아래에는 악수를 하고 있는 남성과 여성의 손 그리고 네팔의 국화인 진달래 화환이 그려져 있다.
국장 아래쪽에 있는 빨간색 리본에는 네팔의 나라 표어인 "어머니와 조국의 대지는 천국보다 좋다."("जननी जन्मभूमिश्च स्वर्गादपी गरीयसी", "jananī janmabhūmiśca svargādapi garīyasī")라는 문구가 산스크리트어로 쓰여져 있다. 에베레스트산과 초록색 산봉우리는 네팔의 산악 지역을, 노란색 벌판은 테라이 지역의 풍요로움을 의미하며 악수를 하고 있는 남성과 여성의 손은 양성 평등을 의미한다.

## 역대 네팔의 국장

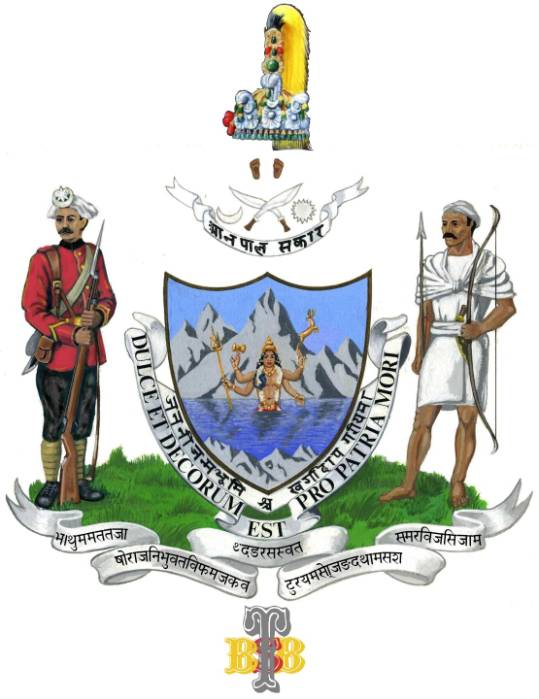
네팔 왕국의 국장 (1935년)
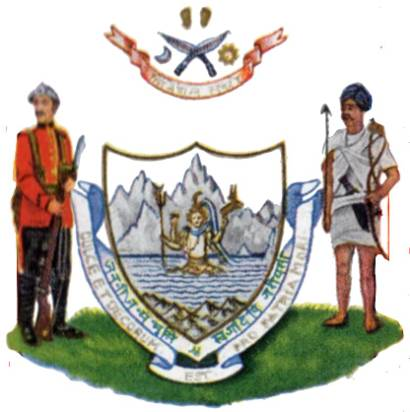
네팔 왕국의 국장 (1935년 ~ 1946년)
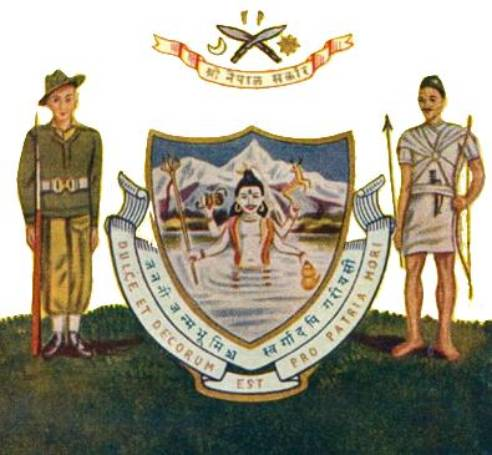
네팔 왕국의 국장 (1946년 ~ 1962년)
네팔 왕국의 국장 (1962년 ~ 2008년)
네팔의 국장 (2008년 ~ 2020년)

## 같이 보기
- 네팔의 국기